# Puglalm
Die Puglalm ist eine 108 Hektar große Alm in der Gemeinde Rosenau am Hengstpaß im österreichischen Bundesland Oberösterreich. Die in Privatbesitz befindliche Alm liegt 2 km südöstlich des Hengstpasses an der Landesgrenze zur Steiermark, in einer Seehöhe von 870 m ü. A. Im Nordosten prägt die Kampermauer das Landschaftsbild. Im Süden erheben sich die Haller Mauern. Auf einer Weidefläche von 49 Hektar werden etwa 50 Jungrinder behirtet. Die Puglalm ist von Mai bis Oktober bewirtschaftet. Das Almgebiet ist über eine Straße und Wanderwege erreichbar. 